# Colonel Borremans
Pour les articles homonymes, voir Borremans.
Jan-Baptiste van den Elsken, dit le colonel Borremans, est un homme politique belge né vers le 26 mai 1804 à Bruxelles où il est mort vers le 19 avril 1876.
Pendant la révolution belge, le coup d'État qui avait conduit en 1830 à la séparation du royaume uni des Pays-Bas des provinces du Sud et donc à la naissance de l'actuel État belge, il créa une unité de volontaires, les « Chasseurs de Bruxelles ». Borremans joua un rôle dans les tentatives des orangistes de mettre fin aux actes des putchistes.

## Rôle d'Elsken dit Borremans dans la révolution belge

### Les Chasseurs de Bruxelles
Borremans, un fils de brasseur, âgé de 26 ans et originaire des alentours du Vieux Marché aux Grains au centre de Bruxelles, rassembla autour de lui, pendant les troubles du mois d'août 1830 et lors du prélude des combats du 24 septembre, un groupe d'à peu près 200 volontaires sous la dénomination de Chasseurs de Bruxelles. Les Chasseurs trouvèrent abri dans la caserne des pompiers du quartier du Vieux Marché aux Grains. Ce groupe, qui avait participé aux combats du 22 et 23 septembre et au combat du parc de Bruxelles, où l'armée du royaume uni des Pays-Bas avait trouvé refuge, fut reconnu le 27 septembre par le gouvernement provisoire des rebelles comme « troupes régulières ». Il s'agit de la première unité de fantassins incorporée dans la nouvelle armée. Le même jour, cette unité fut complétée par 200 volontaires de la région d'Ath. Borremans fit rapidement carrière à la tête de ce corps : le 28 septembre, il fut promu chef de bataillon et le 5 octobre lieutenant-colonel. Entre-temps, le corps avait acquis la dénomination officielle de « Chasseurs de Bruxelles » et comptait à peu près 450 hommes groupés en six compagnies et un état-major. Les Chasseurs portaient un uniforme réglementaire consistant en un sarrau bleu, un ruban lombaire et un béret de police noir avec cocarde tricolore. Le 1er novembre, le Gouvernement provisoire promulgua un décret instituant le 1er régiment de chasseurs à pied, dont les Chasseurs de Bruxelles de Borremans constituaient le noyau. Le décret fut sanctionné par le Congrès national, organe législatif provisoire ayant pour tâche l'élaboration d'une nouvelle constitution ; cela se produisit à l'occasion de la première séance du 10 novembre. Ce n'est que le 25 février 1831 que Borremans, devenu colonel, obtint le commandement effectif de ce méli-mélo groupé en deux bataillons, qui s'élargit jusqu'à compter à peu près 950 d'agitateurs. Bruxelles devint le siège principal de cette malheureuse bande, censée sécuriser la ville et y maintenir l'ordre.

### Résistance orangiste
Lorsqu'il était devenu clair que le Gouvernement provisoire et le Congrès national, constitués par les rebelles des Pays-Bas méridionaux après que ceux-ci eurent renversé le régime légitime dans cette partie du royaume, n'étaient pas en mesure d'obtenir quelque crédibilité que ce soit, ni auprès de la presse ni auprès des intrigants intimidateurs français qui faisaient beaucoup de fracas à la tribune lors des séances du Congrès, et avec en toile de fond la rédaction d'une nouvelle constitution et la candidature auprès de la royauté « belge » du duc de Nemours, fils du nouveau roi de France, Louis-Philippe, l'orangisme ne pouvait que croître considérablement aux Pays-Bas méridionaux. Dans le but de rétablir le régime légitime, les orangistes se construisirent un réseau où figuraient, parmi d'autres, l'ancien ministre Pierre Louis Joseph Servais van Gobbelschroy, l'industriel liégeois John Cockerill, le commandant des troupes du Gouvernement provisoire à Bruges Ernest Grégoire, le chef de la garde civique le baron Emmanuel d'Hoogvorst et son frère Joseph, Charles Morel et les généraux Goblet et Van der Smissen. Face à l'incompétence de la nouvelle administration, le colonel Borremans décida d'adhérer au réseau de résistants.
Pour les orangistes, le signal de la révolte avait été donné par l'acte du ministre rattachiste Alexandre Gendebien lorsque celui-ci avait décidé d'ériger, le 23 mars 1831, jour de sa démission, une Association nationale : une coterie orientée vers la France qui, si elle n'arriverait malgré toutes ses intrigues pas à obtenir l'annexion par la France, envisageait tout de même de réduire les Pays-Bas méridionaux de fait à un État satellite du royaume de Louis-Philippe. Le 24 mars 1831, l'Association tint une réunion au Vauxhall du parc de Bruxelles. Le réseau orangiste décida, dans le cadre des mesures à prendre pour la libération du pays, d'envoyer le colonel Borremans, chef des Chasseurs et Bruxellois de naissance, aux estaminets pour y recruter des partisans qui devaient perturber la réunion de l'Association. Le colonel se montra assez imprudent en plaidant pour le retour du prince d'Orange, le futur Guillaume II des Pays-Bas, et s'avéra impuissant contre la rhétorique vide mais envahissante des dirigeants de l'Association. Abandonné par sa force de persuasion, il retourna bredouille, comme ses adhérents,.
L'intervention militaire n'avait pas encore eu lieu à ce moment-là ; le soir du lendemain, le colonel Borremans devait trouver des sympathisants, prêts à soutenir l'insurrection, dans son quartier du Vieux Marché au Grains. Le colonel semblait encore sous le coup de la débâcle du jour précédent. Dans un instant de désespoir, il se rendit à la police établie par le nouveau gouvernement, ce qui n'arrangeait évidemment pas les orangistes. Dès lors, l'envoyé extraordinaire des Anglais, Lord Ponsonby, conseilla aux orangistes d'annuler l'intervention. De nombreux membres du foyer de résistance se seraient évadés, mais le colonel Borremans fut cité en justice et condamné, le 31 mai 1831, par la Haute Cour militaire. Il fut rayé des rangs de l'armée pour cause de non-dénonciation d'un complot contre la sécurité de l'État belge. La condamnation donna lieu à des émeutes anti-orangistes. Le régiment même fut transféré vers Alost-Termonde. Borremans, ayant toujours nié les accusations, fut gracié à l'occasion du mariage de Léopold Ier qui, entre-temps, avait accepté le trône du Royaume de Belgique. Borremans fut relâché en septembre 1832.